# Рибниця-на-Похорю (община)
Община Рибниця-на-Похорю (словен. Občina Ribnica na Pohorju) — одна з общин в північній Словенії. Адміністративним центром є місто Рибниця-на-Похорю. Основні галузі: сільське господарство, лісове господарство і тваринництво.

## Населення
У 2010 році в общині проживало 1250 осіб, 634 чоловіків і 616 жінок. Чисельність економічно активного населення (за місцем проживання), 415 осіб. Середня щомісячна чиста заробітна плата одного працівника (EUR), 836,42 (в середньому по Словенії 966.62). Приблизно кожен другий житель у громаді має автомобіль (49 автомобілів на 100 жителів). Середній вік жителів склав 41,6 роки (в середньому по Словенії 41.6).